# DCUN1D1
DCUN1D1‏ (Defective in cullin neddylation 1 domain containing 1) هوَ بروتين يُشَفر بواسطة جين DCUN1D1 في الإنسان.